# Ropień okołomigdałkowy

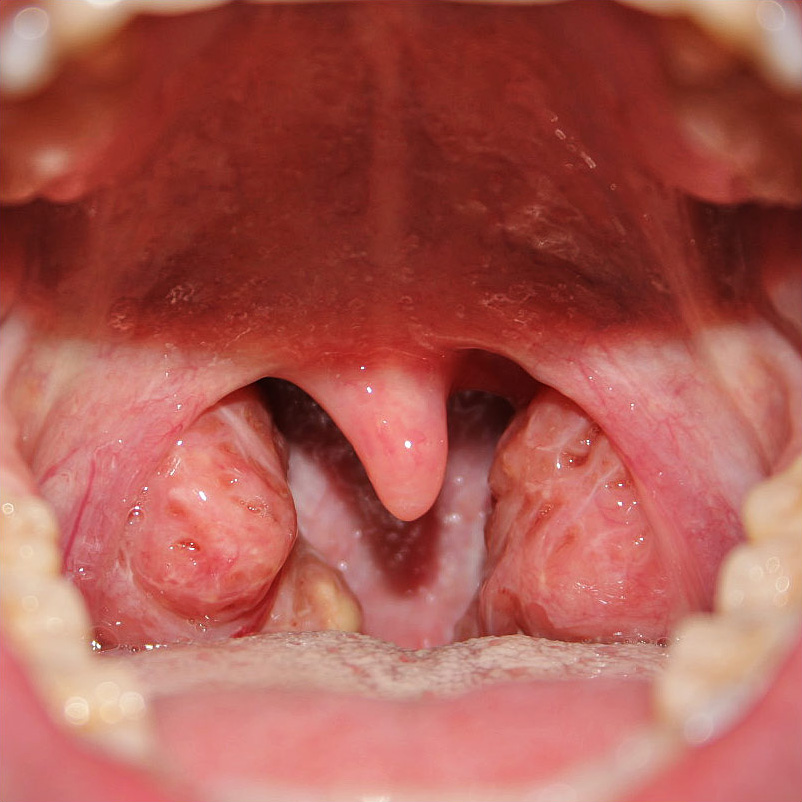
Ropień widoczny poniżej i przyśrodkowo od prawego migdałka

Ropień okołomigdałkowy – najczęstsze powikłanie anginy. Powstaje on w wyniku gromadzenia się treści ropnej w przestrzeni pomiędzy torebką migdałka a powięzią pokrywającą mięśnie bocznej ściany gardła.
Objawy kliniczne stwierdzane są najczęściej w trakcie zapalenia migdałków podniebiennych lub po jego przebyciu. 

## Objawy
- silny ból gardła, zwłaszcza po stronie ropnia
- odynofagia
- otalgia
- dysfagia
- występowanie  szczękościsku (objaw ten pozwala na różnicowanie ropnia migdałka oraz ropnia przygardłowego)
- nadmierne ślinienie
- cuchnący oddech
- bolesne powiększenie węzłów chłonnych szyi zwykle po jednej stronie
- utrzymująca się gorączka
- czasami zmiana głosu (mowa gardłowa)
- czasami zaburzenia oddychania, zwłaszcza w ropniu tylnym
- pogorszenie stanu ogólnego

## Badanie laryngologiczne
- objawy ostrego zapalenia migdałków podniebiennych (angina)
- asymetria migdałków - gardło po stronie ropnia jest silnie obrzęknięte, uwypuklone  i zaczerwienione
- języczek przesunięty jest w stronę przeciwną (w stronę zdrowego migdałka) i często obrzęknięty
- czasami nalot na języku

Sporadycznie obserwuje się występowanie ropni obustronnych.

## Podział
- ropień przednio-górny - najczęstszy (80% przypadków). Największe uwypuklenie znajduje się na granicy podniebienia miękkiego i łuku podniebienno-językowego (łuku przedniego), które zwykle zasłania migdałek
- ropień tylno-górny - (15% przypadków) migdałek wypchnięty jest ku przodowi przez naciek znajdujący się w górnej części łuku podniebienno-gardłowego (łuku tylnego)
- ropień dolny - (4% przypadków) wypycha migdałek ku górze
- ropień zewnętrzny - (1% przypadków) przesuwa migdałek w całości ku linii środkowej
- ropień wewnątrzmigdałkowy - niezwykle rzadki

## Mikrobiologia
- 50% bakterie beztlenowe
- 25% bakterie tlenowe
  - paciorkowce β-hemolizujące typu A
- 25% flora mieszana

## Leczenie
- punkcja grubą igłą i w przypadku uzyskania treści ropnej nacięcie (ropień ten zawsze nacina się wewnątrzustnie cięciem błony śluzowej między łukiem podniebienno-językowym a migdałkiem) i drenaż ropnia
- codzienne poszerzanie jamy ropnia, aż do całkowitego braku wypływu treści ropnej
- antybiotykoterapia (10-14 dni)
- 2-3 dniowe płukanie jamy ustnej
- tonsillektomia "na gorąco", wykonywana z następujących wskazań:
  - krwawienie po nacięciu ropnia (bezwzględnie) a także wskazania względne:
  - powikłania ogólne migdałkowopochodne
  - brak poprawy po nacięciu ropnia (utrzymujące się objawy ogólne i miejscowe)

Pacjenci po przebyciu ropnia okołomigdałkowego w przypadku istnienia objawów klinicznych (częstych angin) oraz pacjenci z nawracającymi ropniami okołomigdałkowymi powinny być zakwalifikowani do wykonania zabiegu tonsilektomii.

## Powikłania
Nieleczony ropień okołomigdałkowy może przebić się i opróżnić na zewnątrz (do jamy ustnej) lub też w cięższych przypadkach może być przyczyną wielu groźnych powikłań:
- ropowica przestrzeni przygardłowej
- ropowica szyi
- ropne zapalenie ślinianki przyusznej
- zapalenie opon mózgowo-rdzeniowych
- zakrzepowe zapalenie zatoki jamistej
- zakrzepowe zapalenie żyły szyjnej wewnętrznej
- erozja ściany tętnicy szyjnej wewnętrznej z masywnym krwotokiem
- sepsa